# Helianthus petiolaris
Helianthus petiolaris Nutt. è una pianta appartenente alla famiglia delle Asteraceae.

## Descrizione
La pianta ha le foglie verdi e un capolino giallo. Il frutto è un achenio dalla quale a maturazione fuoriescono i semi di colore marrone.

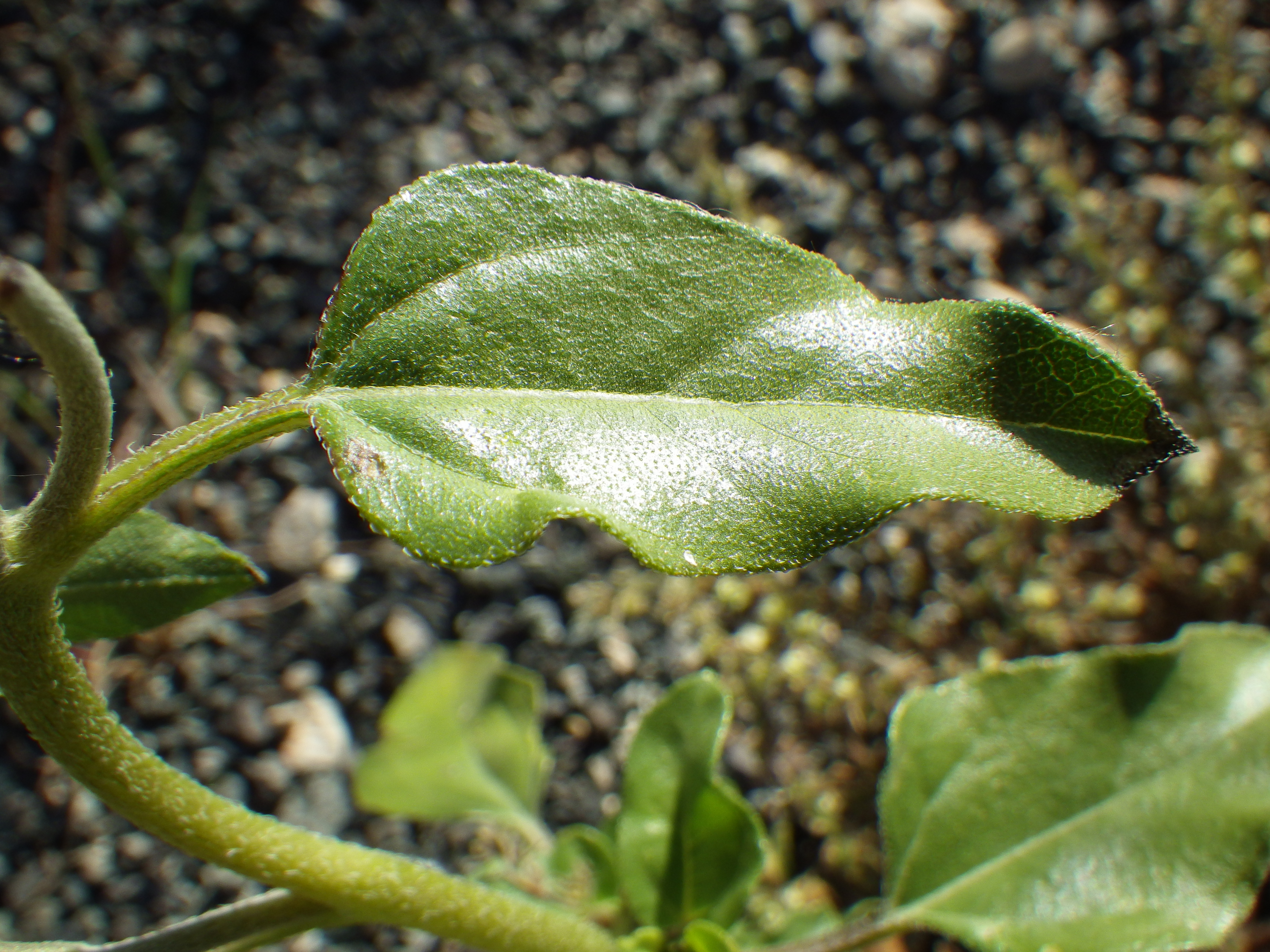
Foglie
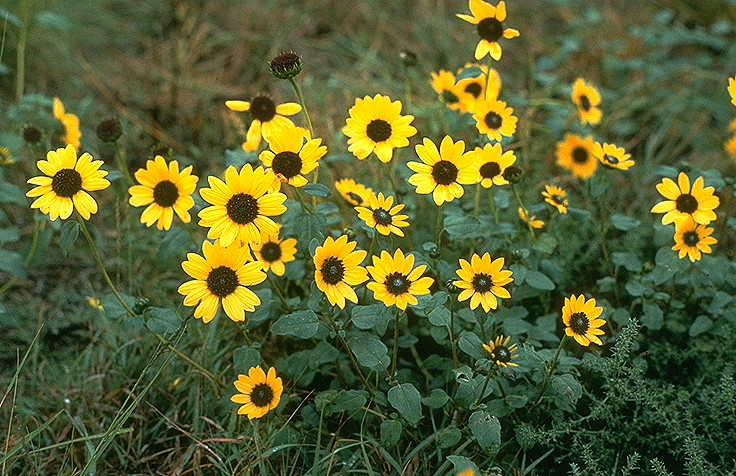
Infiorescenze
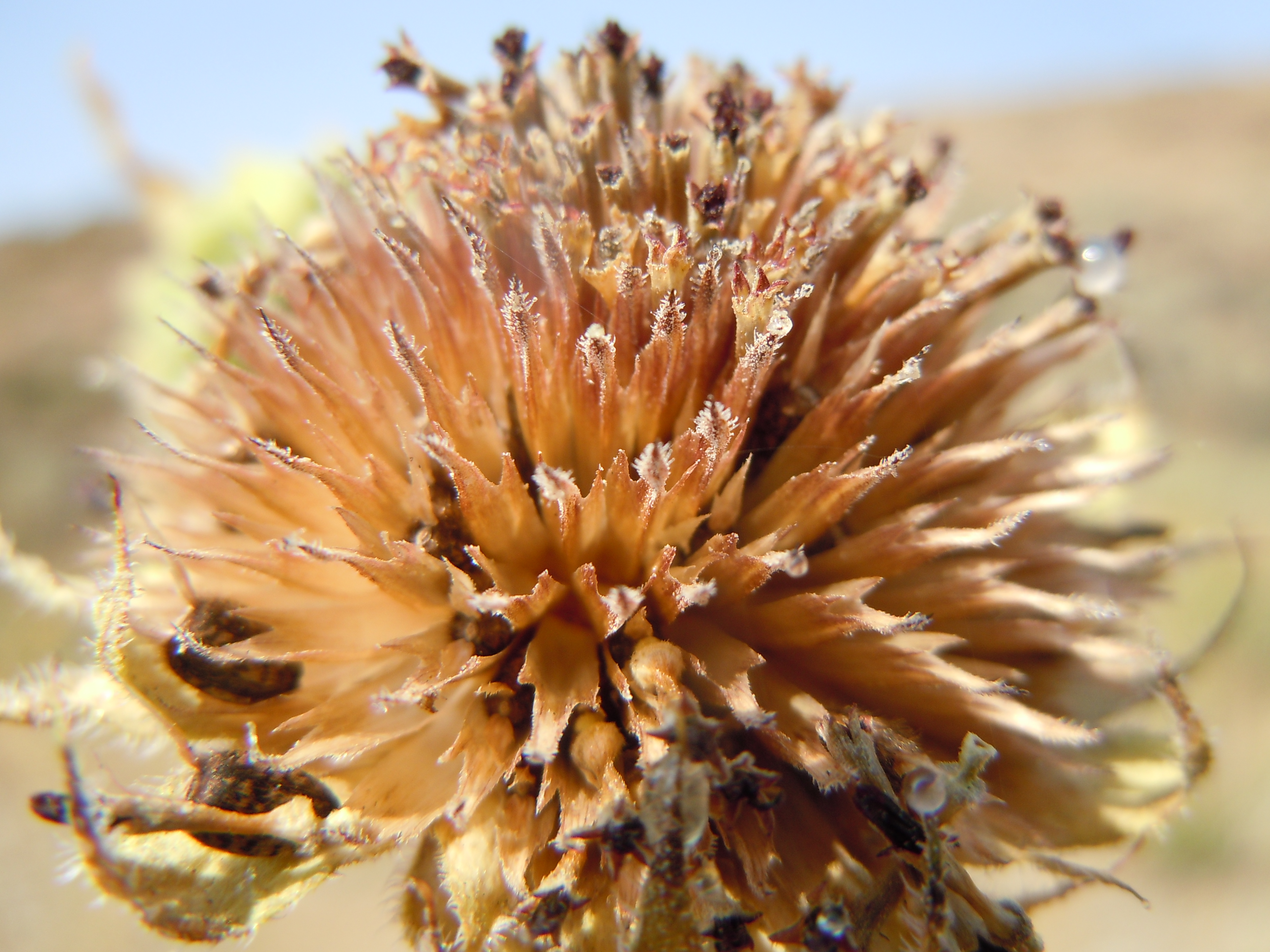
Frutti

## Tassonomia
Sono state descritte due varietà:
- Helianthus petiolaris var. canescens A.Gray
- Helianthus petiolaris var. fallax (Heiser) B.L.Turner

## Galleria d'immagini

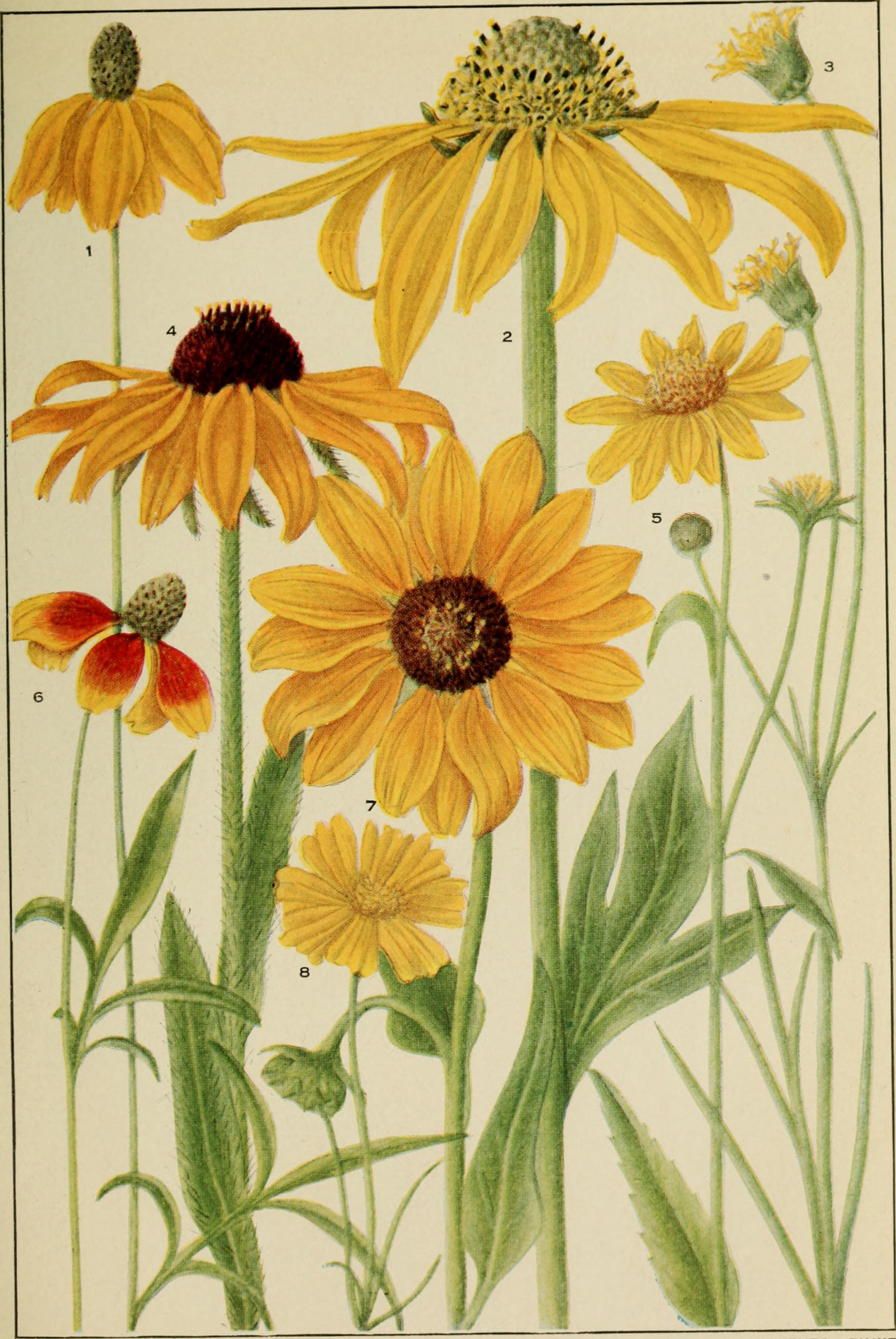
Tavola botanica
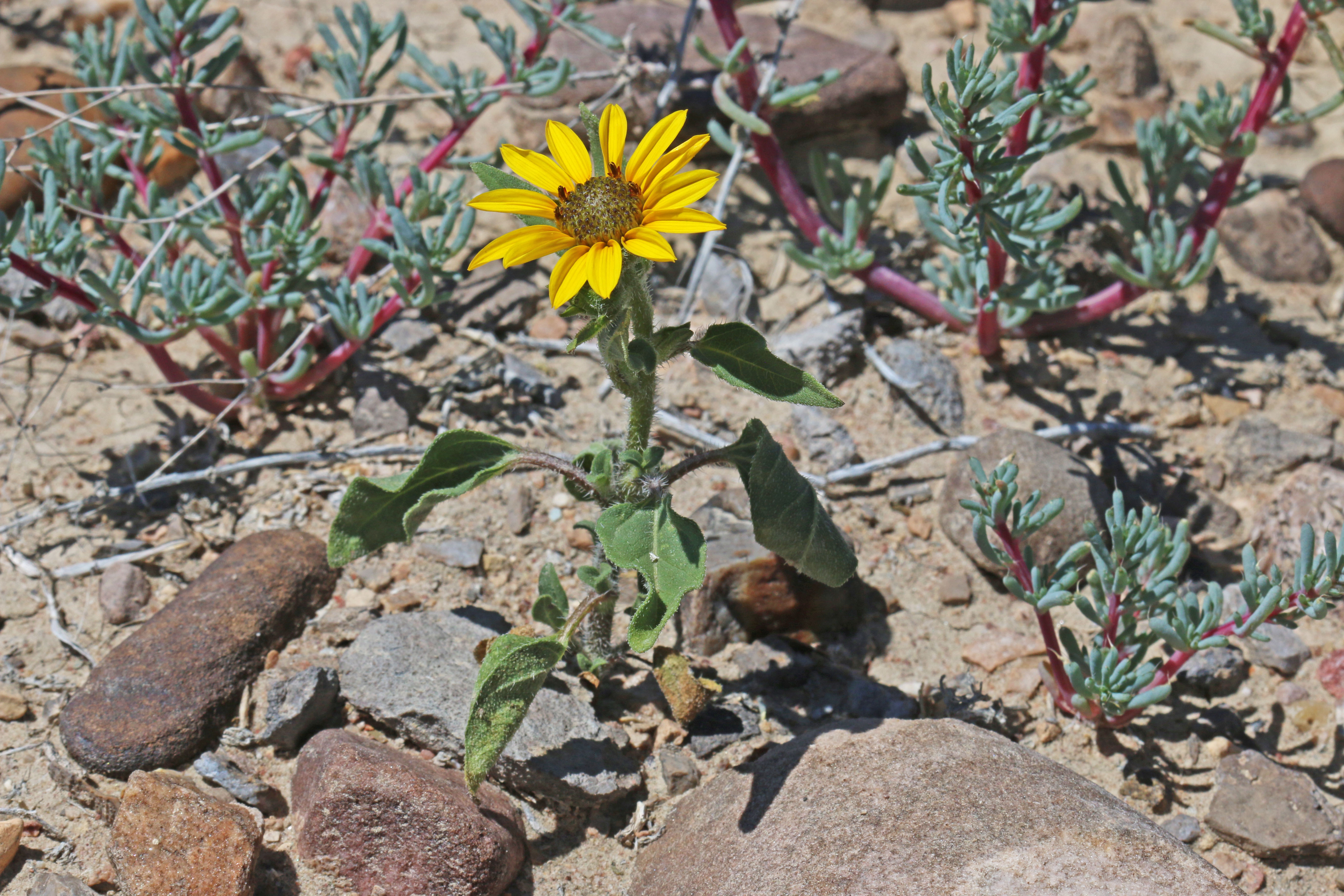
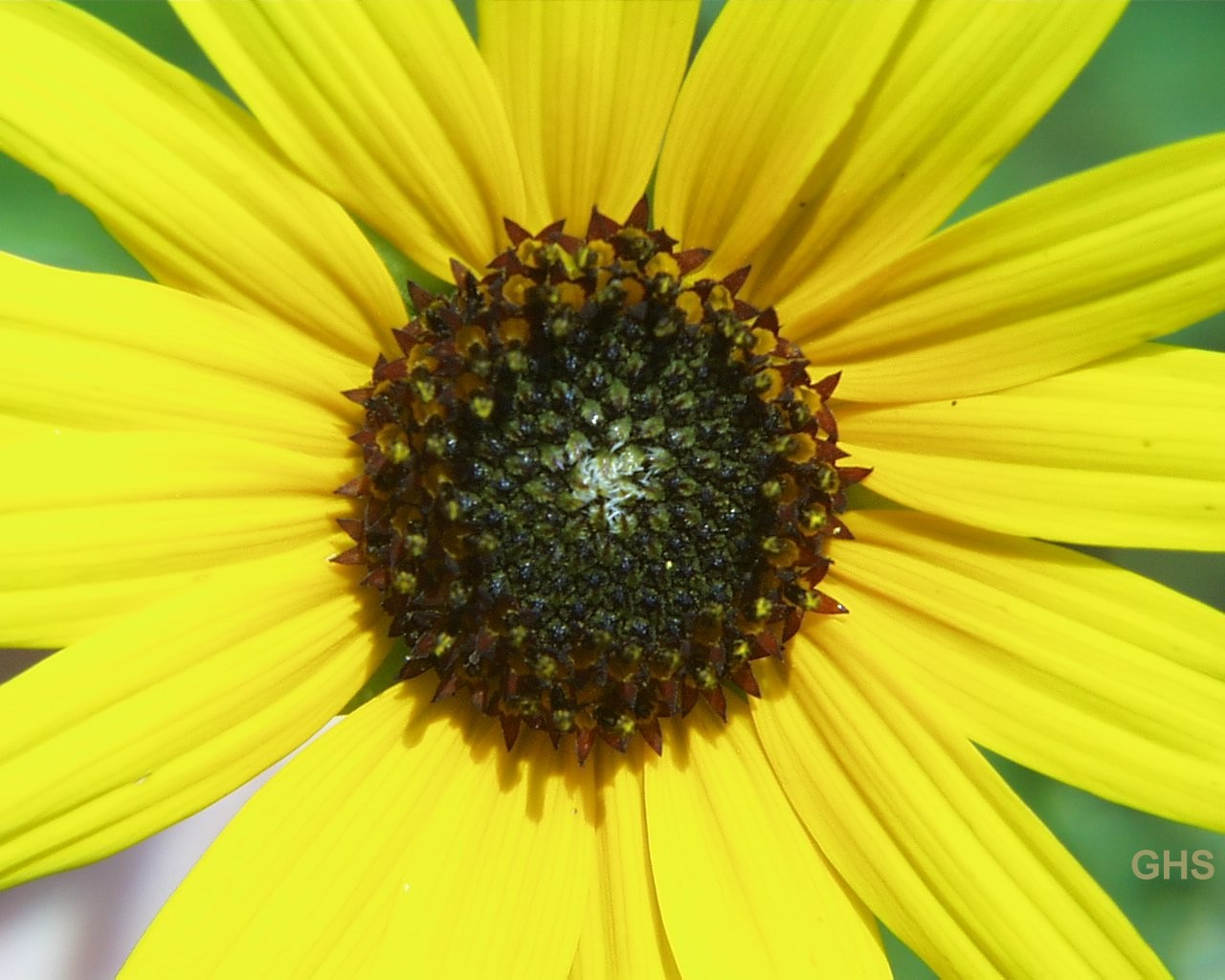
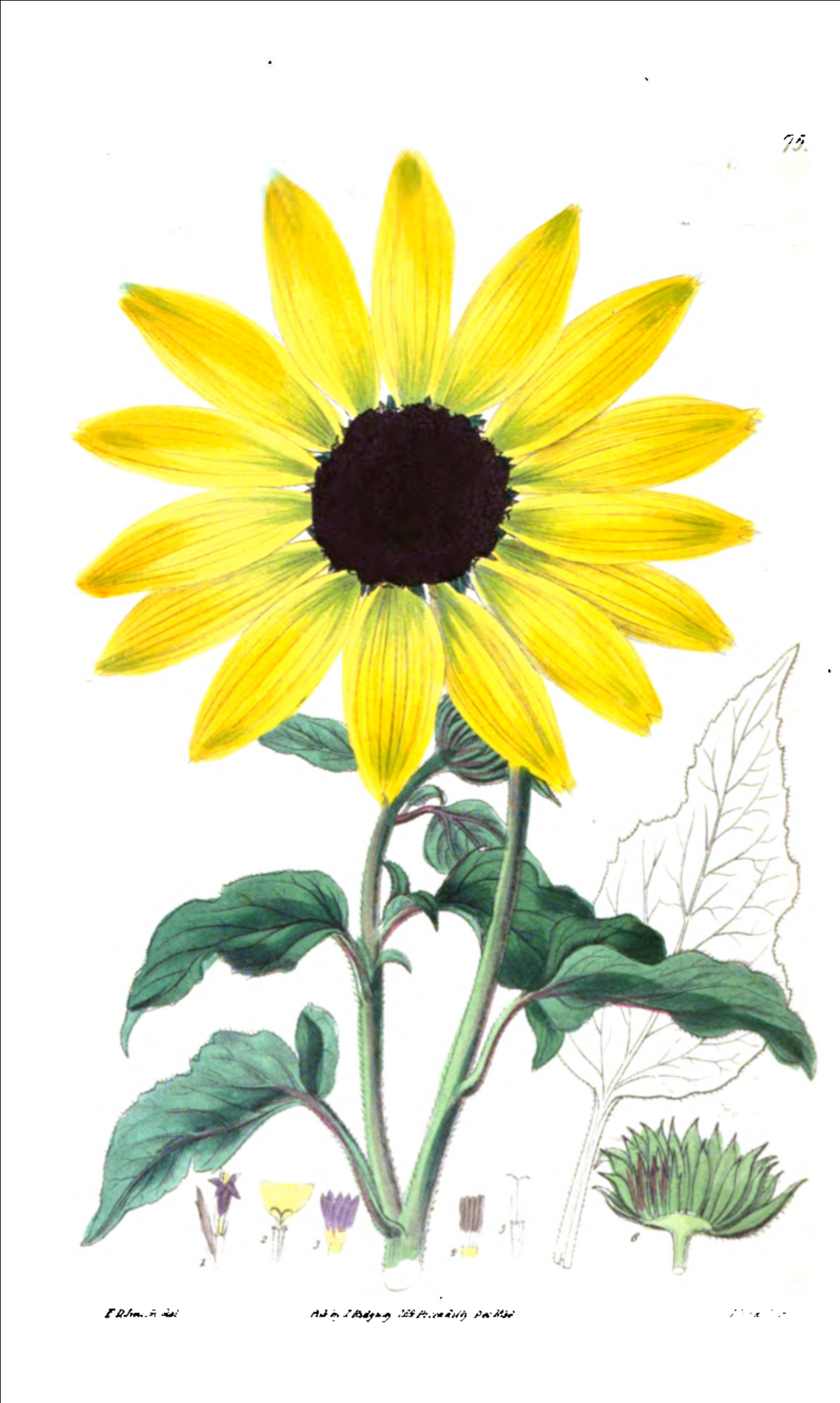
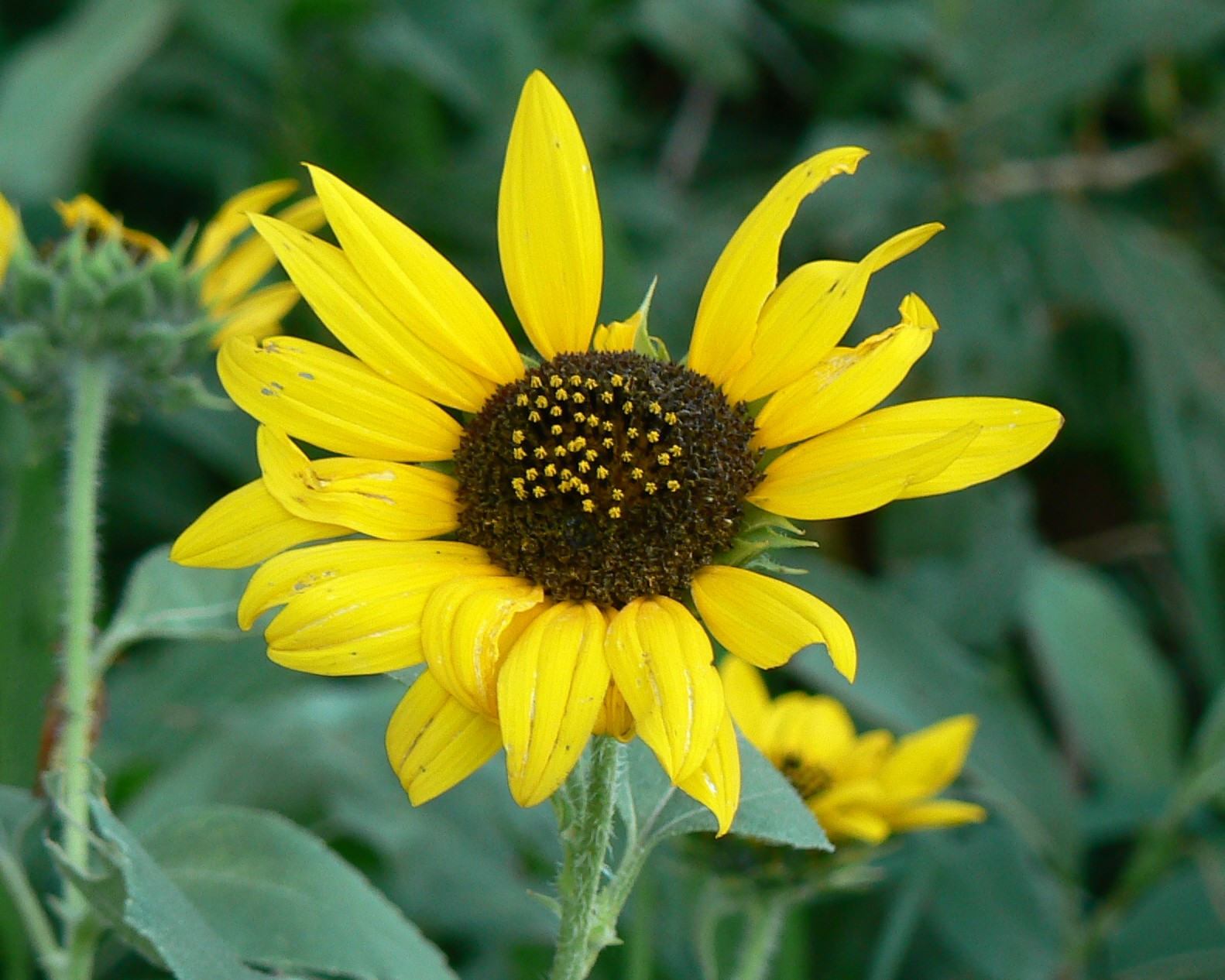
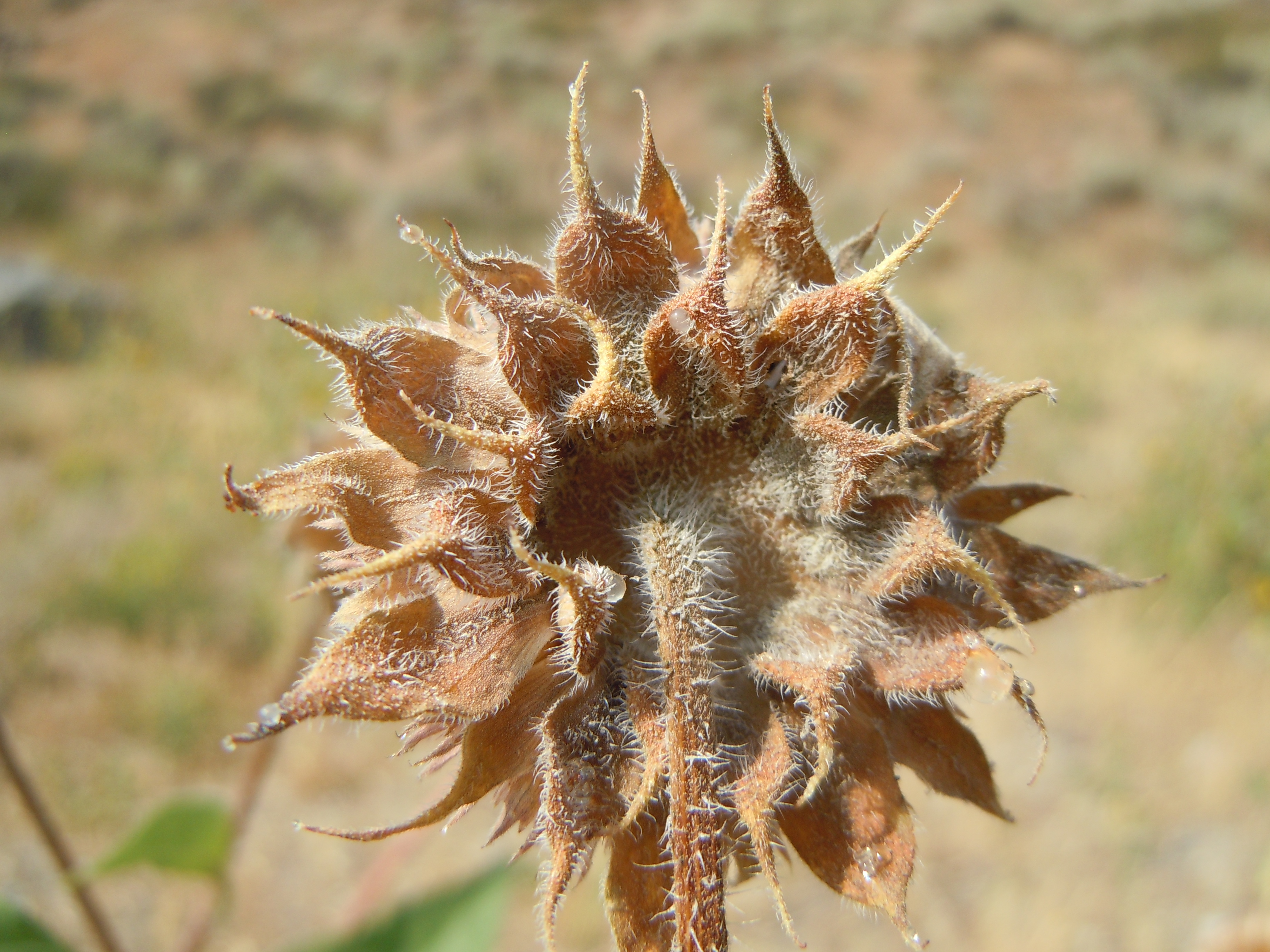